# Дрос
Дрос (нем. Droß) — коммуна (Gemeinde) в Австрии, в федеральной земле Нижняя Австрия.
Входит в состав округа Кремс (Ланд).  Население — около 1 тыс. человек. Занимает площадь 10,3 км². Официальный код — 31356.

## Политическая ситуация
Бургомистр коммуны — Андреас Нойвирт (АНП) по результатам выборов 2005 года.
Совет представителей коммуны (нем. Gemeinderat) состоит из 15 мест.
- АНП занимает 9 мест.
- СДПА занимает 3 места.
- АПС занимает 3 места.

## Известные уроженцы
- Кренн, Франц (1816—1897) — австрийский композитор, музыкальный педагог, органист.